# Casa Arquebisbe Terés
Casa Arquebisbe Terés és una casa de Verdú (Urgell) inclosa a l'Inventari del Patrimoni Arquitectònic de Catalunya.

## Descripció
Casa de grans dimensions reformada i ampliada. La façana presenta estructura de tres pisos d'alçada en un ordre unitari. A la planta baixa hi ha tres obertures en forma de finestres i una porta d'arc dovellat rebaixat. Al primer pis hi ha tres portes que donen a un llarg balcó que les uneix. Damunt les llindes d'aquestes portes es poden veure les antigues obertures realitzades amb arcs dovellats rebaixats. El pis superior només presenta quatre finestres senzilles de perfil rectangular, disposades rítmicament. La façana conserva en part l'estereotomia de pedra irregular.

## Història
En aquesta casa es documenta el naixement del qui seria l'arquebisbe Terés, l'any 1538.